# Li Zhuhao
Li Zhuhao (chiń. 李朱濠; ur. 9 stycznia 1999 w Wenzhou) – chiński pływak specjalizujący się w stylu motylkowym, brązowy medalista mistrzostw świata, rekordzista świata juniorów i finalista igrzysk olimpijskich.

## Kariera pływacka
W 2014 roku zdobył złoty medal w sztafecie 4 × 100 m stylem zmiennym oraz srebro na dystansie 100 m stylem motylkowym (51,91) podczas igrzysk azjatyckich w Inczon.
Rok później, na mistrzostwach świata w Kazaniu na dystansie 100 m stylem motylkowym dwukrotnie ustanawiał rekord świata juniorów. W eliminacjach uzyskał czas 51,54, a w półfinale osiągnął wynik 51,33. W finale tej konkurencji z czasem 51,66 zajął ósme miejsce. Płynął także w wyścigu sztafet zmiennych 4 × 100 m. Chińczycy nie zakwalifikowali się jednak do finału, plasując się na 11. pozycji. Miesiąc później pobił rekord świata juniorów na dystansie 200 m stylem motylkowym, uzyskawszy czas 1:55,52. Nie został on jednak zatwierdzony przez Światową Federację Pływacką (FINA).
Podczas igrzysk olimpijskich w Rio de Janeiro zajął piąte miejsce w konkurencji 100 m stylem motylkowym i z czasem 51,26 pobił jednocześnie własny rekord świata juniorów. Na dystansie dwukrotnie dłuższym nie zakwalifikował się do finału i uplasował się ostatecznie na 16. pozycji (1:57,62). Li brał także udział w finale wyścigu sztafet 4 × 100 m stylem zmiennym, ale na swojej zmianie popełnił falstart, co spowodowało dyskwalifikację chińskiej reprezentacji.
W 2017 roku na mistrzostwach świata w Budapeszcie płynął w eliminacjach sztafet mieszanych 4 × 100 m stylem zmiennym i zdobył brązowy medal, kiedy Chińczycy zajęli w finale trzecie miejsce. Na dystansie 100 m stylem motylkowym był szósty, w finale poprawiając z czasem 50,96 rekord Chin. W konkurencjach 50 i 200 m stylem motylkowym uplasował się na 21. pozycji, uzyskawszy odpowiednio czasy 23,86 s i 1:58,63 min. Li brał także udział w wyścigu sztafet mężczyzn 4 × 100 m stylem zmiennym, w którym Chińczycy zajęli szóste miejsce.